# Aeromobili dell'Esercito Italiano
Dal 12 giugno 1993 l'Esercito Italiano dispone ufficialmente di una propria aviazione denominata AVES (AViazione dell'ESercito), unica specialità di Forza armata, non appartenente cioè a nessuna Arma o Corpo dell'Esercito Italiano.
A tutto il 2013 l'Esercito Italiano disponeva di 6 aerei e di 233 elicotteri.

## Aerei da collegamento e da trasporto

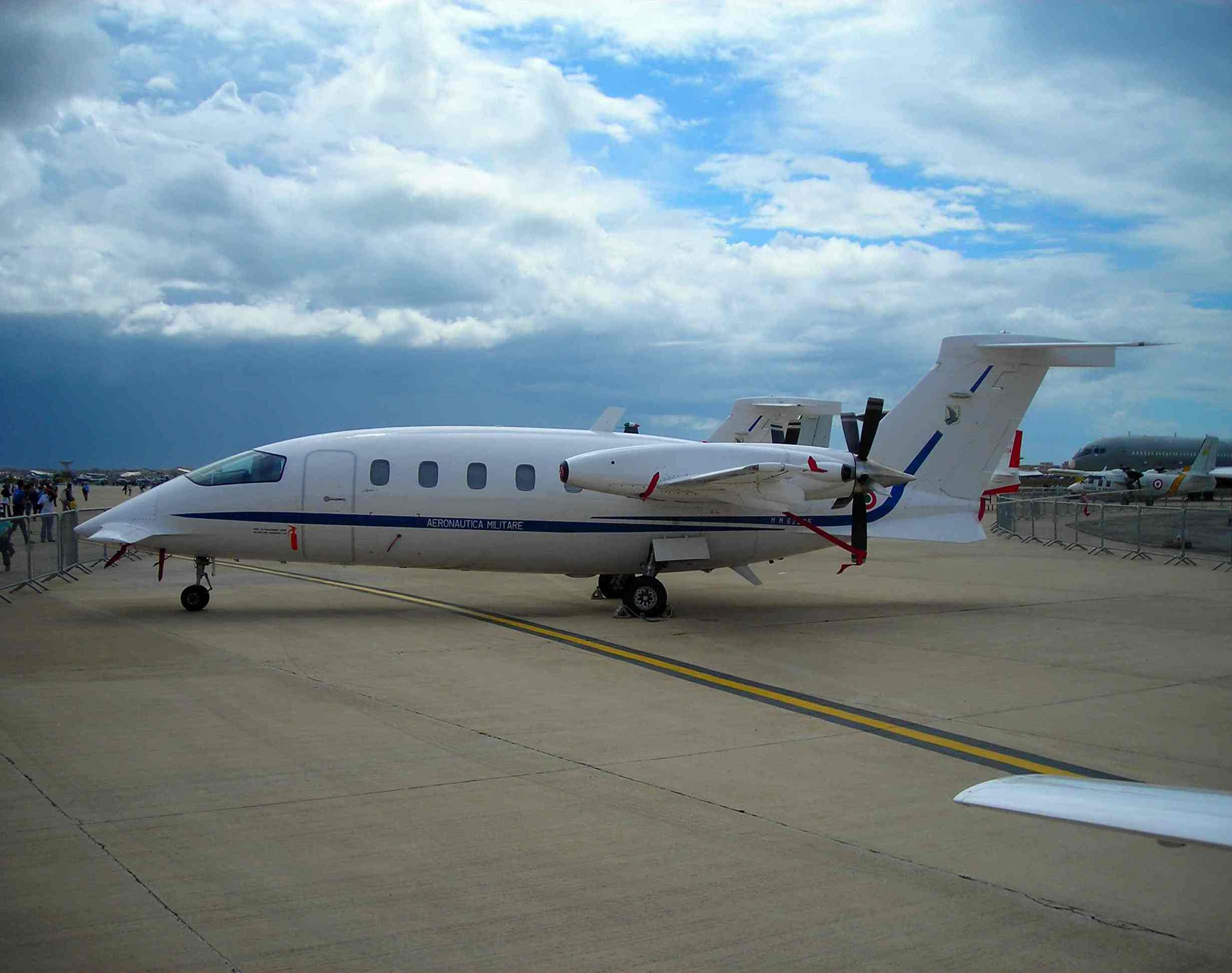
Piaggio P180 Avanti dell'AMI

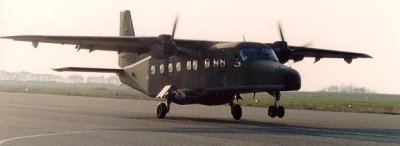
Dornier Do 228 dell'AVES

Per le missioni di collegamento e trasporto l'AVES si avvale di due aerei ad elica: il Piaggio P180 Avanti, di fabbricazione italiana, e il Dornier Do 228, di fabbricazione tedesca.
L'aereo Piaggio può essere usato per trasportare militari (al massimo sette) o feriti (due più un assistente), fino ad un massimo di 724 kg. Lo stesso vale per il Dornier, ma questo ha una più grande capacità di carico, infatti può ospitare otto militari equipaggiati o diciotto paracadutisti, sei lettighe per feriti sorvegliati da nove assistenti, e la capacità di carico aumenta a 1.904 kg.
Gli esemplari dei velivoli ad ala fissa in uso al 2023 sono:
- 3x Piaggio P180 Avanti II: usato per missioni di collegamento e trasporto regionale (nome in codice ACTR)
- 3x Dornier Do 228: con il nome in codice ACTL-1, l'aereo è usato per voli di collegamento e trasporto leggero.

## Elicotteri
Gli elicotteri rappresentano la spina dorsale dell'AVES, che li impiega per missioni di esplorazione, scorta, supporto aereo ravvicinato, trasporto aereo tattico e ricerca e salvataggio.

### Da esplorazione e scorta

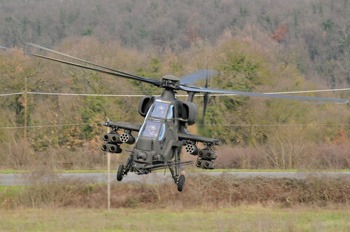
Vista frontale di un AW129 italiano

L'AgustaWestland AW129 (prima Agusta A129) è l'elicottero utilizzato dall'Esercito Italiano per missioni di esplorazione e scorta; è capace di raggiungere una velocità massima di 289 km/h.
L'armamento anticarro comprende missili TOW, Stinger, Hellfire e attualmente la versione "Delta" è equipaggiata con gli Spike-ER della israeliana Rafael. Completano l'armamento un cannoncino a canne rotanti M197 da 20 mm e la possibilità di agganciare ai piloni alari 2 pod con razzi non guidati da 70 o 81 mm e pod con mitragliatrici da 12,7 mm.
Gli elicotteri in dotazione al 2023 sono:
- 33 AgustaWestland AW129CBT:[8] è stato ridefinito "AW129 EES" (Elicottero da Esplorazione e Scorta). L'Esercito Italiano ne acquistò 45 nella versione primaria A-129 Mangusta, ma, in seguito all'avvento della nuova versione CBT, decise di acquistarne altri 15 (il primo dei quali entrò in linea nel 2002) sottoponendo i precedenti Mangusta alla trasformazione in questa versione.[9] Al dicembre 2016, risultano in servizio 32 AH-129D per ruoli operativi e 16 AH-129C utilizzati per l'addestramento.[10]
- 3 prototipi di AW 249 e 45 in elicotteri da consegnare entro il 2035.

### Da Sostegno al Combattimento
Principalmente utilizzati per missioni di trasporto tattico, sono tutti degli elicotteri utility, ossia multiruolo, in grado di supportare le truppe di terra in caso di bisogno con azioni di fuoco (compiute da mitragliatrici o razzi a seconda dell'elicottero), evacuare rapidamente i feriti e trasportare piccoli nuclei di soldati in luoghi predeterminati.
Gli esemplari in uso al 2023 sono:
- 28x Agusta-Bell AB-206: in servizio dal 1969,[11] chiamato in codice ESC-1;
- 29x Agusta-Bell AB-205: il primo esemplare venne acquisito nel 1966 e gli venne assegnato il nome in codice ESC-3.[12] L'elicottero ha principalmente funzione di trasporto, ma all'occorrenza può essere dotato di mitragliatrici o razzi per contrastare la presenza nemica;
- 13x Agusta-Bell AB-212: in linea dal 1975 con il nome in codice ESC-4; l'AVES li usa nella versione standard AB 212 prodotta dall'AgustaWestland.[13]
- 13x Agusta-Bell AB-412: in codice "ESC-5", è in dotazione all'Esercito Italiano dal 1983.
- 2x AW 169LUH

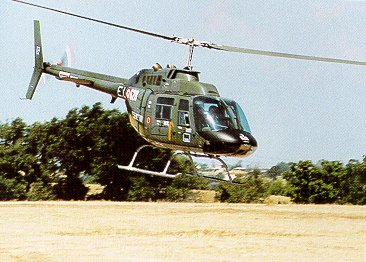
Bell 206
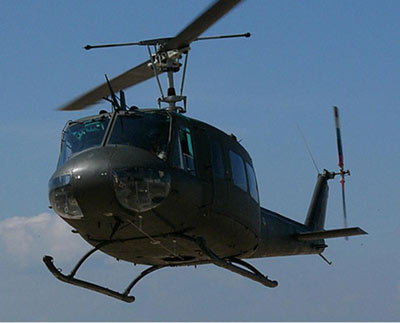
Bell AB-205
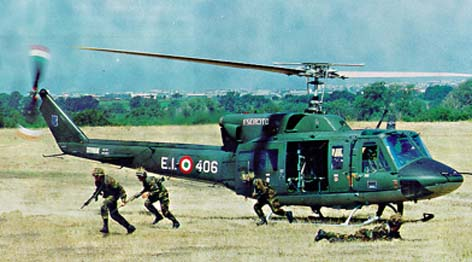
Bell 212
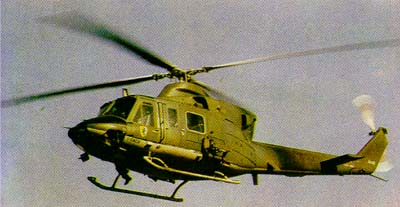
Bell 412

### Da trasporto

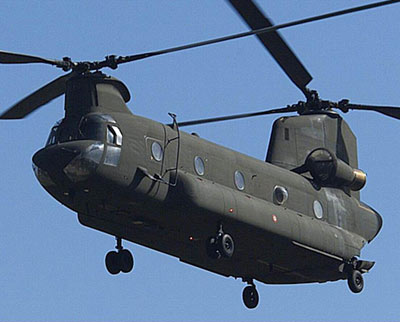
Un Chinook dell'Esercito Italiano

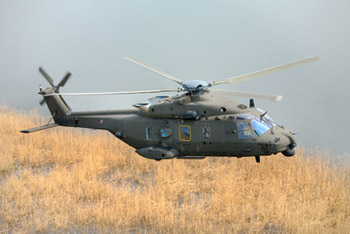
Vista laterale di uno NH90 italiano

In caso si debbano trasportare significative quantità di materiali o un numero di soldati superiore alla capienza massima degli elicotteri da supporto al combattimento, l'Esercito Italiano può mettere in campo il Boeing CH-47 Chinook e l'NHIndustries NH90.
Il primo può trasportare, oltre ai tre membri dell'equipaggio, 32 militari equipaggiati o 24 barelle (in ogni caso il carico massimo è di 12.254 kg), mentre il secondo può ospitare venti militari equipaggiati o dodici barelle, per un carico totale non superiore a 2.500 kg.
Gli elicotteri in uso al 2023 si suddividono nel seguente modo:
- 16x Boeing CH-47F Chinook
- 60x NHIndustries NH90: in organico dal 2007 e tutti nella versione TTH (Tactical Transport Helicopter, in italiano ETT, Elicottero da Trasporto Tattico)

## APR
In servizio vi sono anche aeromobili a pilotaggio remoto.
- Raven RQ-11B/C “RAVEN B/DDL” è un Micro-APR a lancio manuale utilizzato per sorveglianza e ricognizione, che concorre ad accrescere la Situational Awareness attraverso l’acquisizione di immagini e video, in real time, dell’Area di responsabilità.
- SHADOW-200, sistema tattico con lancio a catapulta per ricognizione, sorveglianza e acquisizione obiettivi, che concorre ad accrescere la Situational Awareness continuativa e dettagliata dell’Area di Responsabilità attraverso l’acquisizione di immagini e video in real time. Ha un'autonomia di 7 ore e un raggio d'azione di 125 chilometri.